# Boteå tingslag
Boteå tingslag var ett tingslag i Västernorrlands län vars område låg i gränsområdet mellan nuvarande Kramfors och Sollefteå kommuner. Tingsställe var före 1895 Hammar i Ytterlännäs socken, därefter till 1922 Hola och därefter Nyland. 
Boteå tingslags verksamhet överfördes 1948 till Ångermanlands mellersta domsagas tingslag.
Tingslaget hörde under perioden 1811-1881 till Södra Ångermanlands domsaga och mellan 1882 och 1948 till Ångermanlands mellersta domsaga.

## Socknar
Boteå tingslag omfattade sju socknar.
- Boteå
- Dal
- Styrnäs
- Sånga
- Torsåker
- Ytterlännäs
- Överlännäs